# Code de procédure civile (1966-2015)
Pour les autres articles nationaux ou selon les autres juridictions, voir Code de procédure civile.
Lire en ligne

texte lors de l'abrogation

Code de procédure civile de la province de Québec (1897-1966) Code de procédure civile (Québec) (2016-...)
Le Code de procédure civile (1966-2015) du Québec (C.p.c.) était un code de procédure qui renfermait les règles sur le déroulement d’une instance devant les tribunaux judiciaires québécois. Le Code a été adopté en 1965 et est entré en vigueur l'année suivante. Il a été abrogé le 1er janvier 2016 lors de l'entrée en vigueur de l'actuel Code de procédure civile.
Le Code de procédure civile a apporté, lors de son adoption, des modifications importantes au droit québécois, notamment la fin de l'emprisonnement civil (sauf en matière d'outrage au tribunal) et l'abolition de la pétition de droit. Il a subi d'autres modifications importantes en 2002.

## Histoire
En 1857, l'Assemblée législative de la province du Canada décrète la codification des lois civiles alors en vigueur dans le Bas-Canada en s'inspirant du modèle du Code civil français de 1804. Le préambule de la loi déclare :

« ATTENDU que les lois du Bas Canada, en matière civile, sont principalement celles qui, à l'époque de la cession du pays à la couronne d'Angleterre, étaient en force dans cette partie de la France, régie par la coutume de Paris, modifiées par des statuts de la Province, ou par l'introduction de certaines parties des lois d'Angleterre dans des cas spéciaux, et qu'il arrive en conséquence que la généralité des lois, dans cette division de la Province, n'existe que dans la langue qui n'est pas la langue naturelle des personnes d'origine Britannique qui l'habitent, pendant que partie ne se trouve point dans la langue naturelle des personnes d'origine Française; et considérant que les lois et coutumes suivies en France, à l'époque ci-dessus mentionnée, y ont été modifiées et réduites en un code général, de manière que les lois anciennes, encore suivies dans le Bas Canada, ne sont plus ni ré-imprimées ni commentées en France, et qu'il devient de plus en plus difficile d'en obtenir des exemplaires ou des commentaires; et considérant que pour les raisons susdites et les grands avantages qui sont résultés pour la France, comme pour l'état de la Louisianne et d'autres endroits, de la codification des lois, il est évidemment expédient de pourvoir à la codification des lois civiles du Bas Canada : »

Le Code de procédure civile du Bas-Canada est adopté le 15 août 1866,, et entre en vigueur le 28 juin 1867.
Le Code de procédure civile du Bas-Canada est remplacé en 1897 par le Code de procédure civile de la province de Québec.
Le nouveau Code est donc adopté en 1965, dont une modification importante est l'annulation de l'emprisonnement en tout matière civile, sauf en cas de l'outrage au tribunal. Dans les années 2000, le Québec a entrepris une vaste réforme de son Code de procédure civile. Cela a mené en 2002 à des modifications importantes à ce code.

### Abrogation
Le 30 avril 2013, dans l'Assemblée nationale du Québec, le ministre de la Justice, Bertrand St-Arnaud, dépose un projet de loi à l'objet de remplacer le présent Code avec un nouveau Code de procédure civile. Il a pour objet, :
- l’imposition d’une obligation accrue de coopérer et de s’informer
- la simplification des demandes en cours d’instance
- une réforme complète des interrogatoires préalables
- une réforme de la preuve par expertise
- en général, une justice civile beaucoup plus accessible

C'est ainsi que le 20 février 2014, l'Assemblée nationale du Québec adopte la Loi instituant le nouveau Code de procédure civile, qui est sanctionné le lendemain. L'ensemble des dispositions du Code de procédure civile réformé devrait être en vigueur à l'automne 2015,.

## Contenu
Le Code contient plus de 1 000 articles qui encadrent les droits et obligations des demandeurs, des défendeurs et des tribunaux. Il est divisé en dix livres, chacun concernant des obligations et des règles :
| Livre | Articles     | Description                                     |
| ----- | ------------ | ----------------------------------------------- |
| I     | 1 – 109      | Dispositions générales                          |
| II    | 110 – 481.17 | Procédure ordinaire en première instance        |
| III   | 482 – 524    | Moyens de se pourvoir contre les jugements      |
| IV    | 525 – 732    | Exécution des jugements                         |
| V     | 733 – 861    | Procédures spéciales                            |
| VI    | 862 – 939    | Matières non contentieuses                      |
| VII   | 940 – 952    | Des arbitrages                                  |
| VIII  | 953 – 998    | Des demandes relatives sur les petites créances |
| IX    | 999 – 1052   | Le recours collectif                            |
| X     |              | (Abrogé)                                        |

Chaque livre est divisé en catégorie de titre et ces derniers sont subdivisés en chapitres.
Voir ci-dessous une liste non exhaustive des articles significatives du Code :
| Article | Disposition |
| ------- | --- |
| 4       | Fourniture les définitions des termes et expressions qui sont souvent utilisés dans le CPC. Par exemple, il y a l'affidavit, le juge, le greffier et le tribunal. |
| 5       | Explication du principe de l'audi alteram partem. Ce dernier est une règle d'ordre public qui prévoit qu'aucune décision juridique peut être rendue contre une partie sans que celle-ci soit entendue ou appelée. |
| 25      | La Cour d'appel est le tribunal général d'appel pour le Québec; elle connaît de l'appel de tout jugement sujet à ce recours, à moins d'une disposition expresse au contraire. |
| 26      | Liste des objets d'appel. Exclusion notable : les causes où la valeur de l'objet du litige en appel est inférieure à 50 000 $. |
| 78      | Toute acte de procédure (sauf exception) d'une partie doit être signifié (porté à la connaissance par un huissier ou shérif) à l'autre partie. De plus, l'acte doit, s'il y a une demande qui doit être présentée au juge, être accompagné par un avis de cette date de présentation. Quant à cette dernière, la signification doit être faite au moins un jour franc avant (sauf en cas d'urgence). |